# Újpest-központ (stanice metra v Budapešti)
Újpest-központ je stanice budapešťského metra na lince M3, která leží v severní části Budapešti. Již od 14. prosince 1990, kdy byla otevřena spolu s posledním provozním úsekem této linky, jde o severní konečnou stanici linky. Ve své době byla konečná, mimochodem mělce založená hloubená stanice s ostrovními nástupišti, koncipovaná jako dočasná (metro by se prodlužovalo dále směrem na Káposztásmegyer) nakonec z výstavby sešlo. Újpest-központ je dnes významným terminálem i povrchové dopravy, neboť sem vedou mnohé autobusové linky a tramvajové linky 14 a 12, které zajíždějí do přilehlých sídlišť.